# Chloridops
Chloridops é um gênero extinto de trepadeira havaiana na subfamília Carduelinae da família Fringillidae.

## Distribuição
As aves eram endêmicas do Havaí. Compreendia três espécies: duas na Ilha Grande do Havaí; e uma que habitava Kauai, Oahu e Maui.

## Especies
The genus includes the following three species:
- Chloridops kona — extinto (1894)
- Chloridops wahi — pré-histórico
- Chloridops regiskongi — pré-histórico